# Conches-sur-Gondoire
Conches-sur-Gondoire ist eine französische Gemeinde mit 1751 Einwohnern (Stand 1. Januar 2022) im Département Seine-et-Marne in der Region Île-de-France. Sie gehört zum Arrondissement Torcy und zum Kanton Lagny-sur-Marne. Conches-sur-Gondoire gehört zur Ville nouvelle Marne-la-Vallée. Die Einwohner werden Conchois genannt.

## Geographie
Conches-sur-Gondoire befindet sich östlich von Paris und umfasst eine Fläche von 152 Hektar. Nachbargemeinden sind:
- Lagny-sur-Marne im Norden
- Chanteloup-en-Brie im Osten
- Jossigny im Südosten
- Guermantes im Südwesten
- Gouvernes im Westen

## Bevölkerungsentwicklung
| Jahr      | 1962 | 1968 | 1975 | 1982 | 1990 | 1999 | 2006 | 2011 |
| Einwohner | 307  | 471  | 1234 | 1750 | 1790 | 1716 | 1722 | 1735 |

## Sehenswürdigkeiten

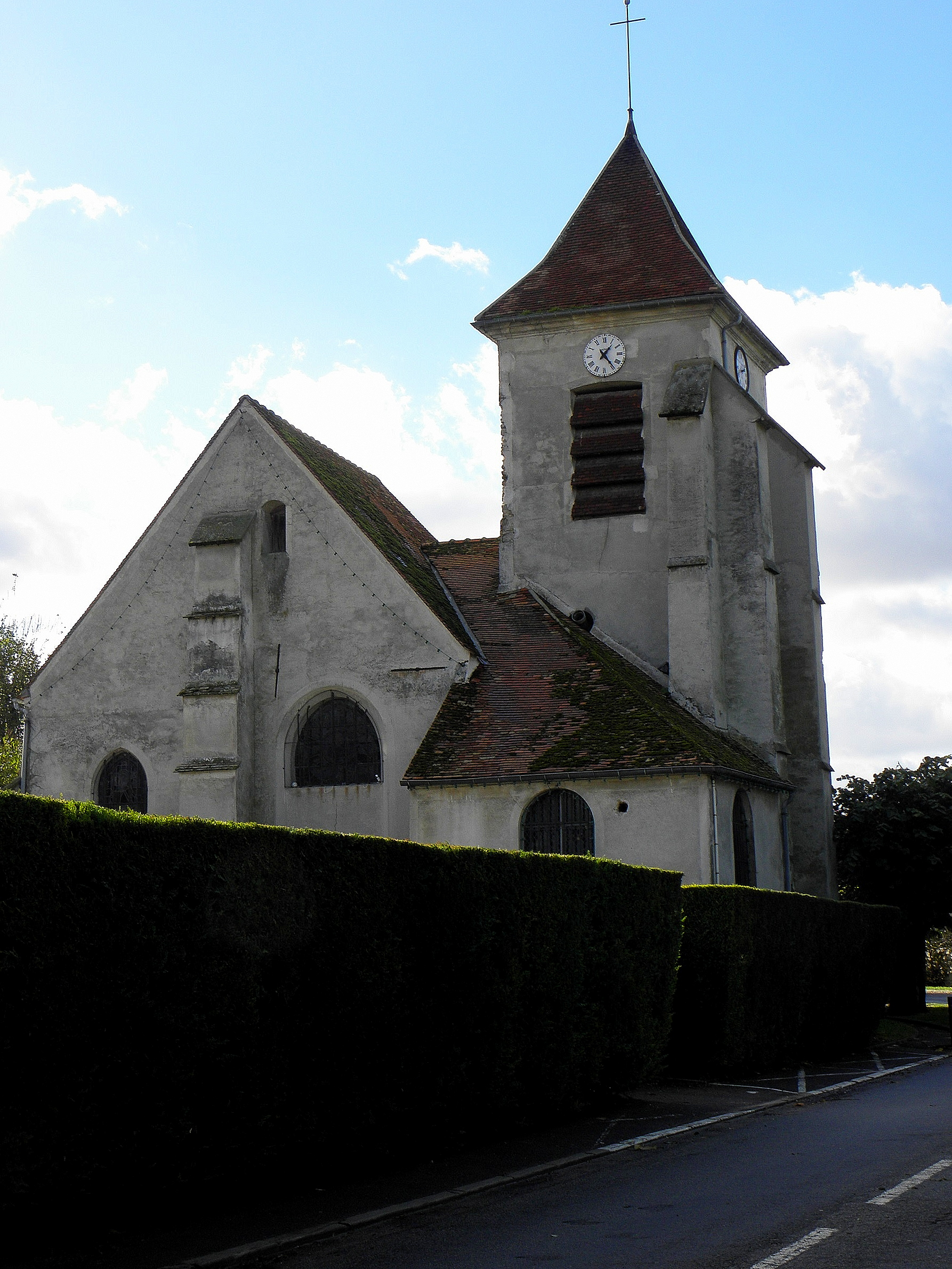
Kirche Notre-Dame-de-l’Assomption

Siehe auch: Liste der Monuments historiques in Conches-sur-Gondoire
- Kirche Notre-Dame-de-l’Assomption (Monument historique)

## Persönlichkeiten
- Maurice Boitel (1919–2007), Maler